# New Quay
Ne doit pas être confondu avec la ville de Newquay en Cornouailles, Angleterre.

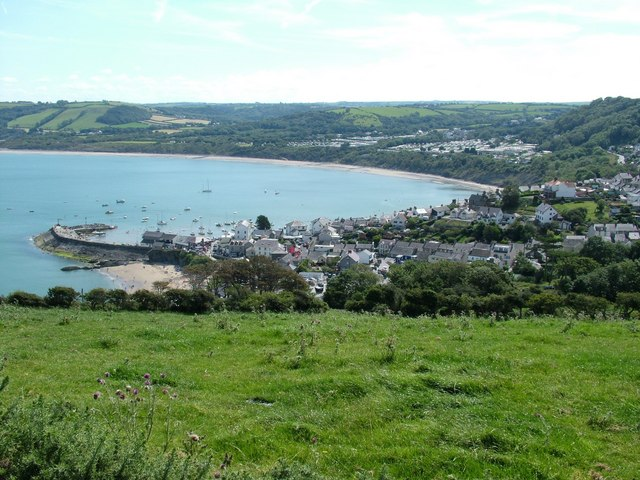
Vue de New Quay.

New Quay (gallois : Cei Newydd) est une petite ville du Pays de Galles en bord de mer  dont la population s'élevait à 1 082 habitants au recensement de 2011. Elle fait partie du Ceredigion ou Cardiganshire. Elle donne sur la baie de Cardigan avec un port et de grandes plages de sable et se trouve sur le  Ceredigion Coast Path (chemin côtier de Ceredigion). C'est une petite station familiale fréquentée en été et un port de pêche traditionnel. 

## Histoire

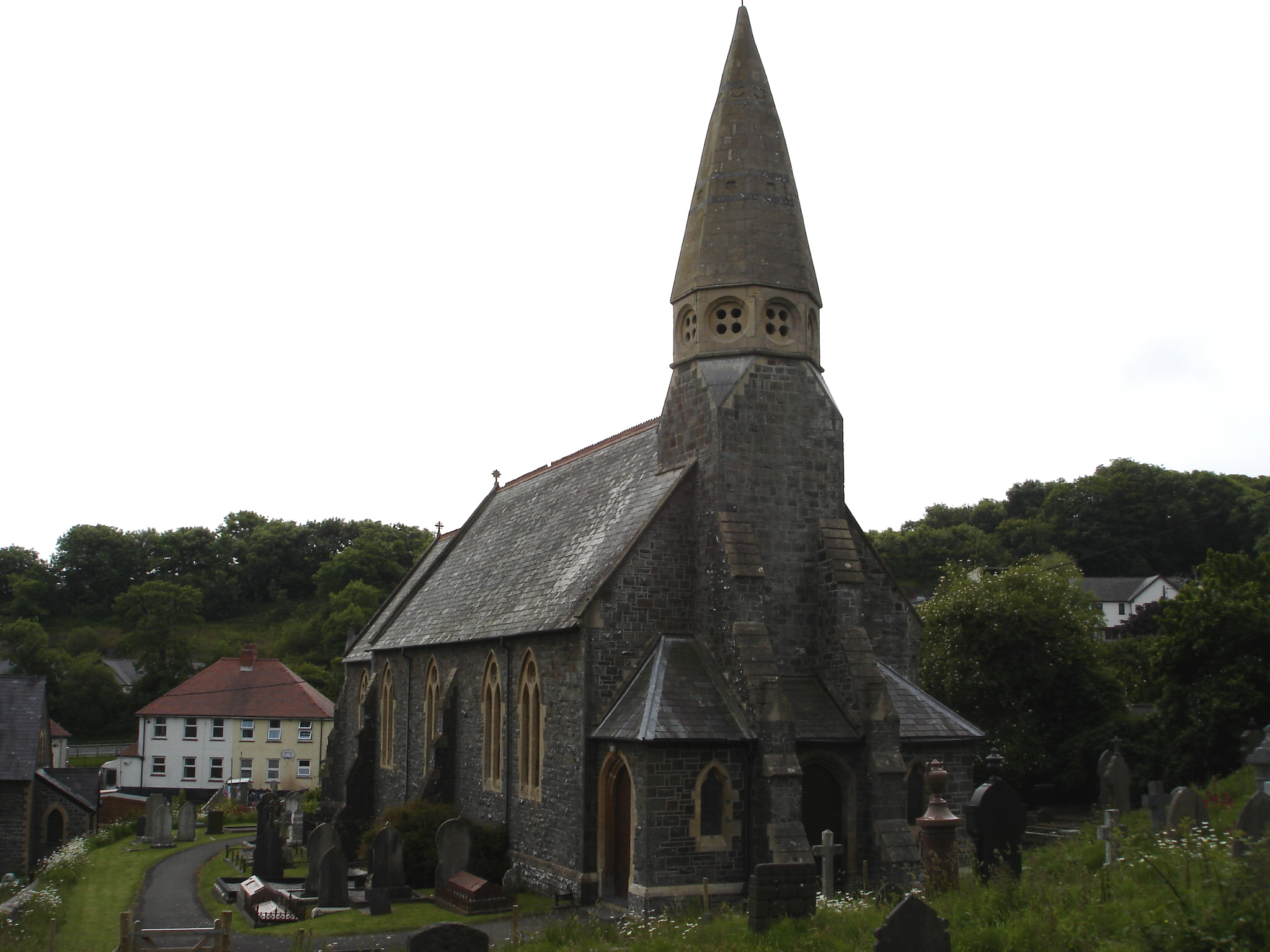
Église St. Llwchaiarn's.

Jusqu'au début du XIXe siècle, New Quay ne consistait qu'en quelques maisons à toit de chaume entourées de champs cultivés, le port dans un abri naturel accueillant des bateaux de pêche et quelques petits vaisseaux de fret. Le permis d'ouverture du port date de 1834 et un ponton de pierre est construit pour un coût de 4 700 £. L'activité marchande s'intensifie et de nouvelles maisons sont bâties pour les travailleurs nouvellement installés. Des ateliers de construction de bateaux ouvrent, la ville s'agrandit avec des maisons bâties sur les pentes donnant sur la baie.
Dans les années 1840, il y avait plus de trois cents ouvriers travaillant dans les chantiers navals en trois lieux : New Quay même, Traethgwyn, petite baie au nord, et Cei-bach, plage de galets plus au nord sous une falaise boisée. On y construisait non seulement des smacks et des schooners pour naviguer le long de la côte, mais aussi de grands vaisseaux qui pouvaient atteindre les Amériques et l'Australie. À l'époque, New Quay avait une demi-douzaine d'ateliers de forgerons, trois fabricants de voile, trois  corderies et une fonderie. La plupart des habitants étaient marins ou employés dans des métiers en lien avec la mer.
Vers 1870, les chantiers navals ferment à New Quay, mais la plupart des hommes continuent à aller en mer. Il y avait des écoles de navigation et beaucoup des derniers navires à  gréement carré qui parcouraient les mers du globe avaient des hommes originaires de New Quay comme capitaines. Les touristes d'aujourd'hui peuvent encore remarquer quelques vieux entrepôts servant désormais à d'autres usages, des chaînes et des anneaux de métal, ainsi que des cabestans, et une liste de péages pour l'export-import peut être vue à l'extérieur du bureau de l'officier de port.
Le golf club de New Quay (aujourd'hui disparu) est inauguré en 1909 et ferme au milieu des années 1920.
Le poète Dylan Thomas y a vécu en 1944-1945 et s'en est inspiré pour Under Milk Wood.